# Machaonia pauciflora
Machaonia pauciflora är en måreväxtart som beskrevs av Ignatz Urban. Machaonia pauciflora ingår i släktet Machaonia och familjen måreväxter.

## Underarter
Arten delas in i följande underarter:
- M. p. glabrata
- M. p. pauciflora
- M. p. trifurcata